# Kelmti Horra (poème)
 (avril 2021).
Kelmti Horra (arabe : كلمتي حرة ; littéralement « Ma parole est libre ») est un poème écrit en 2006 par Amine Al Ghozzi et devenu l'hymne emblématique de la révolution tunisienne qui a amorcé le Printemps arabe fin 2010. C'est aussi devenu une chanson composée et chantée par Emel Mathlouthi.

## Création
Le texte est écrit par Amine Al Ghozzi, un poète, romancier et cinéaste tunisien qui écrit le poème durant la présidence de Zine el-Abidine Ben Ali pour dénoncer la dictature et promouvoir l'aspiration de la jeunesse tunisienne à la liberté.
Alors que Ben Ali est encore au pouvoir, une scène artistique alternative tunisienne apparaît en marge de la scène culturelle officielle qui fait la promotion du régime en place. Cette scène rassemble des artistes et des intellectuels de la gauche tunisienne qui partagent leurs créations durant des événements culturels organisés clandestinement ou sous surveillance policière. C'est dans ces cercles qu'Al Ghozzi partage son poème avec la jeune chanteuse Emel Mathlouthi, qui la met ensuite en musique.
Fuyant une atmosphère qui étouffe de plus en plus la créativité en Tunisie, Emel Mathlouthi part s'installer à Paris. Lors d'un concert organisé par Radio France internationale en 2007 à la place de la Bastille, la chanteuse interprète Kelmti Horra pour la première fois devant le grand public. La chanson connaît un tel succès que la vidéo de la prestation est relayée en masse sur les réseaux sociaux.

## Hymne de la révolution
En 2011, la jeunesse est en pleine ébullition à la suite de la révolution tunisienne et de la fuite de Zine el-Abidine Ben Ali. Kelmti Horra, dans la version chantée par Emel Mathlouthi, devient le symbole de la lutte populaire contre l'oppression et connaît le succès, devenant ainsi l'hymne de la liberté des peuples contre les dictatures partout dans le monde, au point d'être reprise lors des protestations qui ont secoué le monde arabe.

## Album et interprétations
Le 24 janvier 2012, Emel Mathlouthi sort son premier album studio, qui est intitulé Kelmti Horra.
L'album est accueilli positivement par la critique. Music News décrit Kelmti Horra comme « une œuvre d'une beauté obsédante et mélodramatique » interprétée « avec une voix enivrante et intrigante ».
Le 9 octobre 2015, le quartet du dialogue national, composé des quatre organisations tunisiennes qui ont soutenu la transition démocratique en Tunisie, obtient le prix Nobel de la paix. Lors de la remise du prix, le 10 décembre à Oslo, la chanson Kelmti Horra est interprétée en version symphonique par Emel Mathlouthi.